# Bos taurus

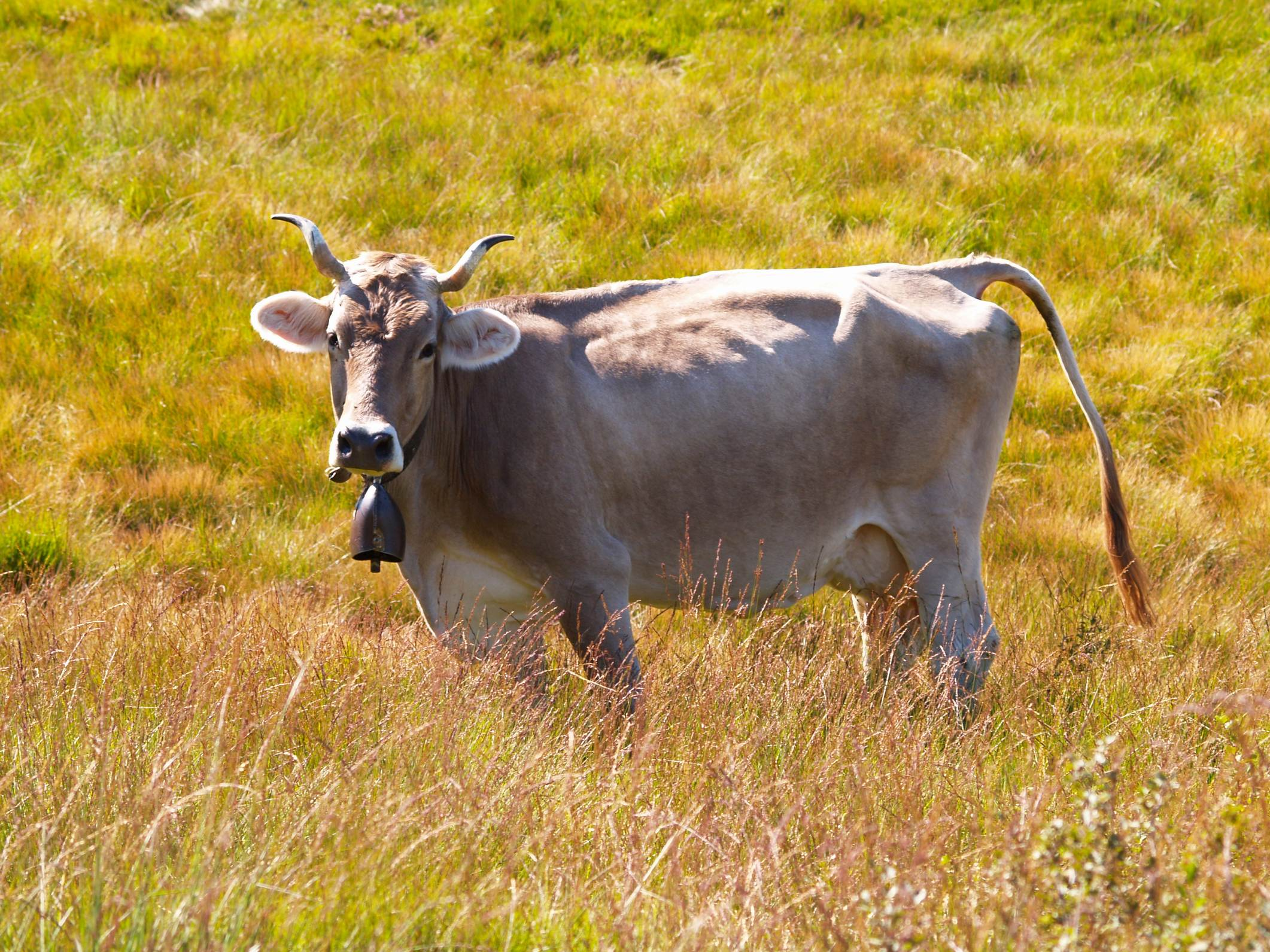
Una vacca di razza bruna al pascolo

Il toro (Bos taurus Linnaeus, 1758), chiamato talvolta impropriamente bue (denominazione riservata al toro che ha subìto la castrazione), è una specie di mammifero artiodattilo appartenente alla famiglia Bovidae. La femmina del toro domestico, la vacca, detta anche mucca, viene allevata per trarne il latte, liquido secreto dalla ghiandola mammaria per l'alimentazione del vitello, molto usato nell'alimentazione umana sia come bevanda e materia prima da cui ricavare formaggio, panna, burro, ricotta ed altri derivati del latte, sia come ingrediente per alimenti più complessi. I vitelli (chiamati così nel primo anno di vita) vengono allevati principalmente per la carne: solo una parte viene infatti lasciata crescere per destinarla alla riproduzione.
Prima della meccanizzazione agricola (e dunque ancora oggi in molte aree del mondo), i buoi, essendo forti come i tori ma molto più mansueti grazie alla castrazione, erano spesso impiegati anche come forza motrice per macchine agricole e mezzi di trasporto. Dalle deiezioni bovine (letame o liquami) si possono ottenere molti macroelementi e microelementi per la coltivazione dei terreni agricoli, in primis l'azoto, utile per la crescita delle piante. A cavallo tra XX e XXI secolo sull'allevamento dei bovini, sia su quello intensivo in scala industriale sia su quello non intensivo, è stata posta una crescente attenzione per via dell'effetto serra a cui contribuisce: il biochimismo digestivo bovino (e dei ruminanti in generale) produce infatti metano (18% delle emissioni antropiche e 65% delle emissioni agricole), gas a effetto serra.

## Denominazioni

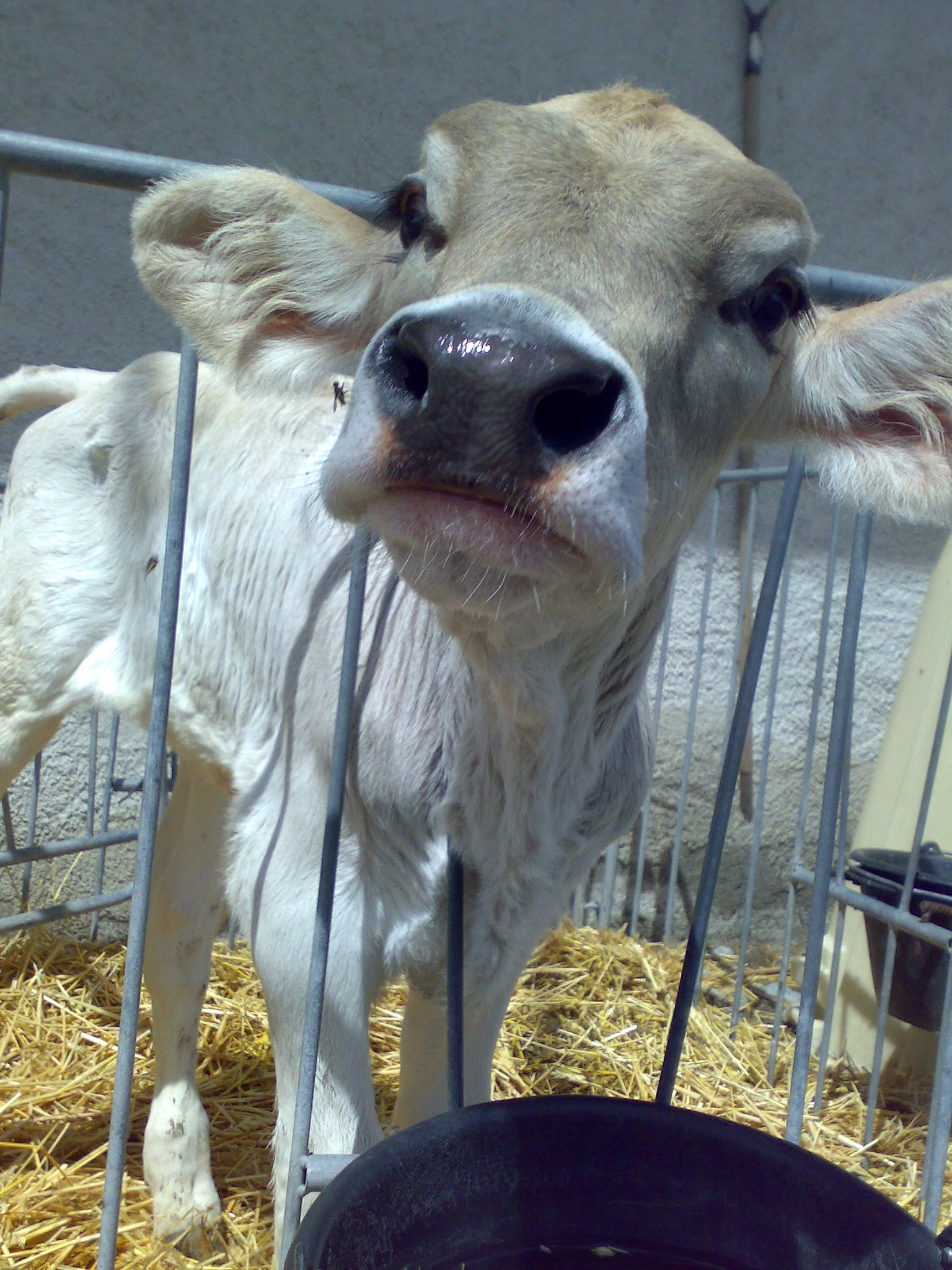
Un vitello di poche settimane

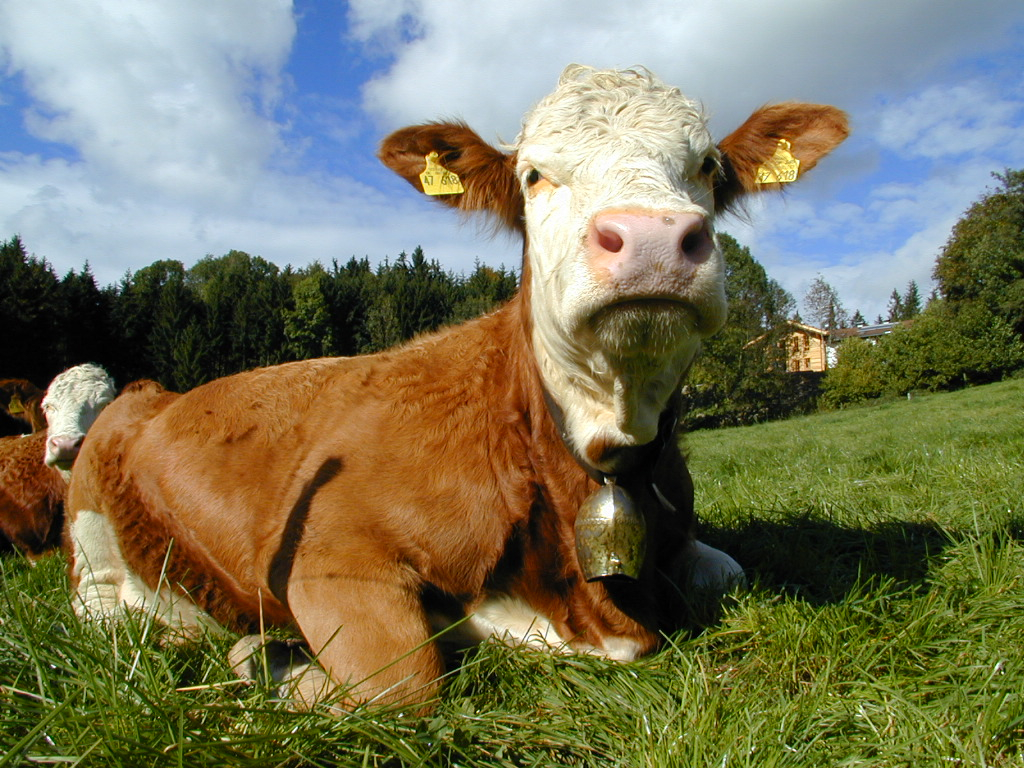
Vacca bavarese

A seconda dell'età, il maschio viene indicato come:
- baliòtto, dalla nascita fino alle prime settimane di vita e allo svezzamento.
- vitello, fino al primo anno di vita.[6]
- vitellone, dai dodici ai diciotto mesi di vita.[6]
- manzo, il bovino castrato dal secondo al quarto anno di vita.
- torello, il bovino dal secondo al quarto anno di vita.
- bue o bove, il bovino castrato che ha superato i quattro anni di vita.
- toro, il bovino oltre i quattro anni di vita.

A seconda dell'età, la femmina viene indicata come:
- vitella, fino al primo anno di vita.
- sorana o manzetta, se non ha ancora partorito ed è di età inferiore ai venti mesi.
- manza o giovenca, dal primo al terzo anno di vita (giovenca è la bovina che per la prima volta si trova in stato di gestazione).
- vacca, oltre i tre anni di vita, che ha avuto figli almeno una volta o sotto i tre anni se in stato di gravidanza.

Il bovino femmina è comunemente chiamato col termine mucca, originariamente in area toscana (nel secolo XVIII) ed emiliana e applicato alle vacche da latte di colore scuro, perlopiù di razze svizzere  (in particolare riferito a capi importati dal mercato di Lugano) di dimensioni inferiori a quelle autoctone. Il termine mucca si è diffuso nella lingua nazionale perché privo dei connotati negativi di vacca, passato figurativamente a indicare la prostituta o comunque una donna di facili costumi; è però importante notare che in campo zootecnico solamente vacca è considerato termine corretto. L'etimologia del termine mucca è sconosciuta, tuttavia si suppone esso possa derivare da una parola macedonia composta da vacca e muggire oppure da un termine svizzero che comunque deriverebbe dal verso dell'animale, usato come voce di richiamo.

## Storia
Sembra ormai unanimemente confermato che tutte le razze di buoi domestici del mondo abbiano avuto origine da un unico antenato selvatico, l'uro, diffuso dal tardo Pleistocene al Neolitico dall'Eurasia settentrionale fino al Mediterraneo, al Medio Oriente e all'India, ancora presente in grandi branchi nell'Europa centro-settentrionale ai tempi dei Romani e sopravvissuto fino al secolo XVII, in una mandria di pochi capi, nella foresta di Jaktorów, in Polonia, dove conviveva col bisonte europeo con il quale era frequentemente confuso.
Tracce della sua domesticazione risalenti al Neolitico antico (circa 9000 anni fa) sono state ritrovate in Grecia, ma raffigurazioni di bovini diversi dall'uro dello stesso periodo, probabilmente riferite a esemplari domestici, sono state rinvenute anche in Africa, e ciò potrebbe significare che l'uro è stato addomesticato indipendentemente a partire da due diverse popolazioni, una europea ed una nordafricana. Del resto si sa anche che un terzo ceppo di uro ha dato parallelamente origine in India allo zebù, che può incrociarsi con razze "bovine", generando prole fertile all'infinito.
La maggior parte delle razze odierne hanno avuto origine per selezione artificiale esaltando una delle qualità di questi animali (attitudine a produrre latte, carne o forza lavoro) o tutte e tre insieme; esistono inoltre oggi razze, come la Piemontese, derivanti dall'incrocio in tempi antichi di un ceppo taurino con uno zebuino.

## Anatomia e fisiologia

### Scheletro

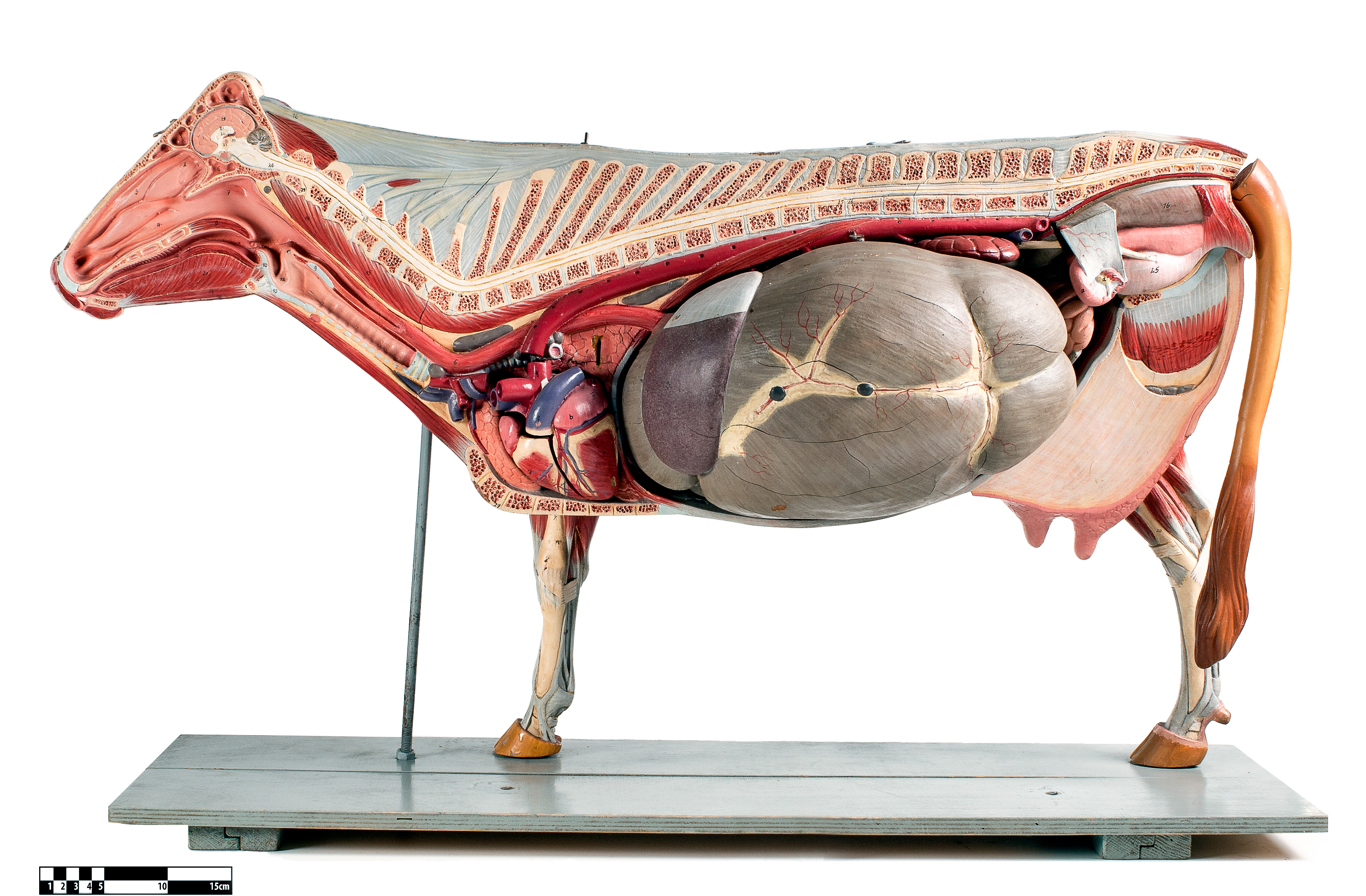
Modello anatomico didattico di bovino adulto

Nonostante la selezione artificiale abbia in diversi casi portato a razze molto differenti l'una dall'altra, la struttura anatomica di fondo del bovino domestico, ereditata dall'uro, è sempre la stessa.
I bovini possiedono uno scheletro forte e massiccio, con estremità brevi, specie se paragonate a quelle di altri esponenti della famiglia dei bovidi quali antilopi, gazzelle e camosci: ciò, unitamente alle grandi dimensioni e alla presenza di corna, fa sì che la strategia di difesa di questi erbivori sia basata più sul contrasto attivo che sulla fuga. La cassa toracica è ampia, leggermente inclinata verso il basso e formata da 13 paia di costole, caratteristica che differenzia il bovino domestico, per esempio, dai bisonti che ne possiedono invece 14 paia. La colonna vertebrale è inclinata verso il basso, con il bacino più alto delle scapole, tuttavia l'animale sembra avere un profilo dorsale rettilineo per via dell'enorme sviluppo dei processi spinosi delle vertebre toraciche, caratteristica, questa, comune a tutti i Bovini e ancor più accentuata in specie selvatiche quali il bisonte o il gaur.
Come la maggior parte degli Artiodattili, il bue ha arti parassonici e quattro dita sia nella mano che nel piede - il primo dito, corrispondente al nostro pollice, è andato perduto nel corso dell'evoluzione - con l'asse portante che passa tra il terzo e il quarto dito, gli unici che toccano terra, mentre i due rimanenti sono ridotti a "speroni", rivolti all'indietro e utili soltanto per non sprofondare in terreni fangosi o nella neve, allargando la superficie di appoggio.
Il cranio è molto caratteristico sia per le orbite tipicamente sporgenti, particolarmente accentuate nei tori (caratteristica, questa, che insieme alla potente muscolatura orbicolare che le ricopre conferisce loro il tipico aspetto "accigliato"), sia per lo sviluppo, enorme in certe razze e comunque sempre notevole, dei frontali, sviluppati all'indietro oltre l'occipite e, nei maschi, anche fortemente allargati. Il forte sviluppo dei frontali permane anche nelle razze acorni.

### Corna
Le ossa frontali sostengono le corna, presenti, nelle razze che ne sono provviste, in entrambi i sessi; queste strutture sono costituite da un robusto spuntone osseo (cavicchio) coperto da un astuccio di cheratina, che nelle razze dotate di difese particolarmente lunghe può, con l'età, lesionarsi sulla punta, assumendo un aspetto "sfibrato". Le corna dei tori sono generalmente più tozze e massicce di quelle delle vacche, anche se non necessariamente più lunghe; quelle delle femmine inoltre hanno spesso, come anche nell'uro, una curvatura più accentuata. Le corna dei buoi, per effetto della castrazione, sono più simili a quelle delle vacche che a quelle dei tori.

### Dentatura

Vacche di razza trentina. Tipo di Val Rendena. Tipo di Val di Fiemme, MUSE - Museo delle Scienze

Al pari della maggior parte dei mammiferi, il bovino domestico è difiodonte ed eterodonte. La formula dentaria decidua è 2 (DI 0/4, DC 0/0, DPM 3/3) = 20 denti, mentre quella definitiva è 2 (I 0/4, C 0/0, PM 3/3, M 3/3) = 32 denti. In entrambe le dentature mancano gli incisivi superiori, in quanto l'osso mascellare manca, in quella zona, degli alveoli dentari, sostituiti da una struttura piatta e dura chiamata cuscinetto dentale.
Anche i canini mancano; al loro posto c'è un largo diastema oltre il quale sono situati i mascellari, nei quali la distinzione tra premolari e molari è debole, come nella maggior parte dei mammiferi erbivori. I mascellari presentano numerose creste trasversali, utili alla triturazione del cibo durante la ruminazione.

### Apparato digerente
Il bue domestico, essendo un ruminante, è dotato di tre prestomaci che originano dal primordio di stomaco (reticolo, rumine e omaso) e uno stomaco ghiandolare (abomaso), ognuno adibito a una specifica fase della funzione digestiva.

### Muscolatura

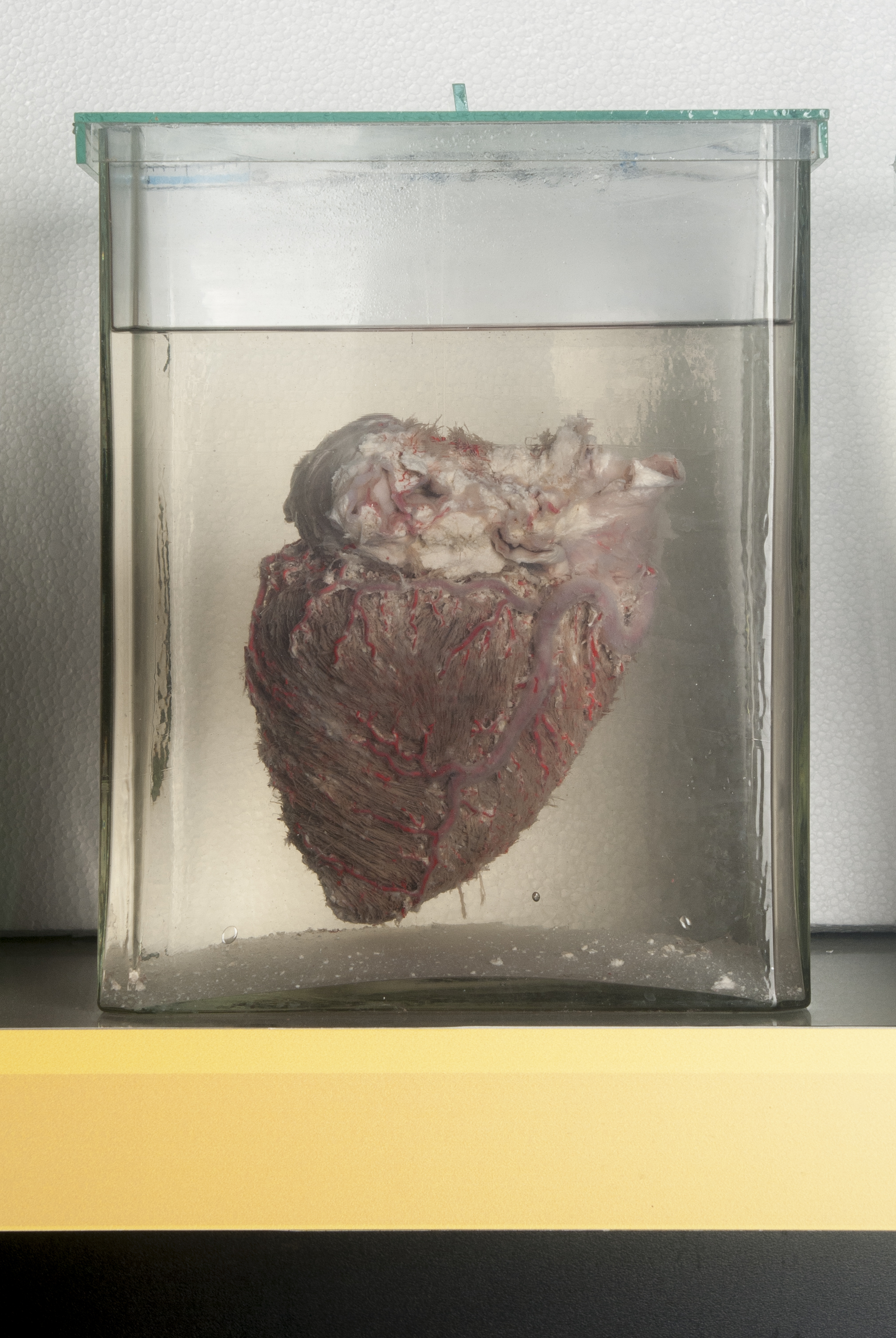
Cuore bovino. Del campione chiaro per la visualizzazione delle strutture anatomiche

Se paragonata a quella della maggior parte degli altri bovidi, come le pecore e le antilopi, la muscolatura del bovino domestico è più robusta, adatta maggiormente a sforzi intensi di breve durata piuttosto che a sforzi continui e prolungati; ciò è un retaggio della strategia difensiva del suo antenato selvatico, l'uro, che tipicamente preferiva affrontare i predatori con brevi cariche piuttosto che darsi alla fuga. Il notevole sviluppo naturale delle masse muscolari dei bovini ha favorito selezione di razze da carne; in alcune di esse, come la Piemontese, la presenza di una mutazione genetica nota come "groppa doppia" o "di cavallo" garantisce una produzione di carne ancora maggiore nei quarti posteriori.
La muscolatura è inoltre un aspetto determinante nel dimorfismo sessuale del bovino domestico: la muscolatura del collo dei tori presenta infatti, rispetto a quella delle femmine, una crescita molto maggiore, sviluppandosi nell'adulto in una massa compatta e convessa che si estende tra la nuca e il garrese, formata dai muscoli trapezio, sopraspinato e parte del grande dorsale (il proverbiale "collo taurino"); tale caratteristica, che costituisce un carattere sessuale secondario, è invece assente nei buoi, per effetto della castrazione.

### I bovini e il colore rosso: verità e leggende
L'usanza di attirare i tori con un drappo rosso nelle corride ha diffuso da lungo tempo la credenza che tale colore scateni nei bovini reazioni aggressive. Da alcuni decenni tuttavia molte fonti, tra cui anche riviste scientifiche, hanno evidenziato al contrario come gli occhi di questi animali siano incapaci di distinguere qualsiasi tipo di colore per via della mancanza dei coni nella retina, il che conferirebbe loro una vista "in bianco e nero".
Entrambe le versioni sono in realtà errate: se da un lato è vero che non basta la vista del colore a scatenare la reazione aggressiva (il toro spagnolo è infatti aggressivo per selezione, e questa caratteristica è esaltata durante la corrida dall'ambiente estraneo e dalle ferite che gli vengono inferte), è altrettanto vero che il rosso è uno dei pochi colori che i bovini riescono a distinguere. Colori caldi e vivaci come il rosso, il giallo e l'arancione, seppur non sufficienti a scatenare l'aggressività, possono essere percepiti negativamente dal bovino, tanto che viene sconsigliato agli allevatori di indossare abiti di queste tonalità durante il lavoro con gli animali.

### Riproduzione

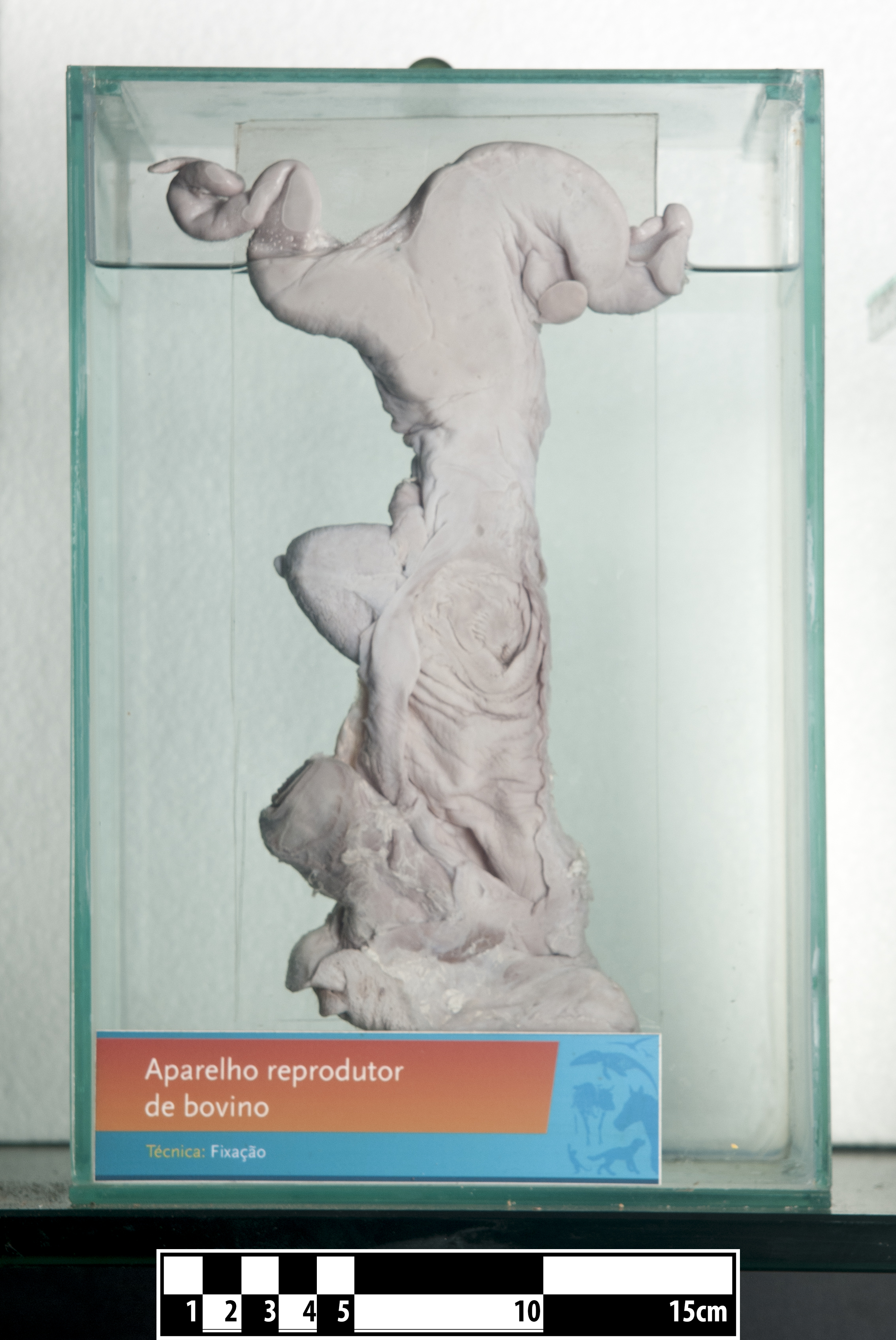
Sistema riproduttivo di una femmina della specie bovina

Negli allevamenti è molto comune utilizzare dispositivi come inseminazione artificiale, per ottenere un bovino con meno individui fisiologicamente disabili. Con questa selezione artificiale è possibile ottenere una mandria più robusta e dimensioni tali da rendere possibile la commercializzazione dei prodotti di carne bovina.
Inseminazione artificiale o inseminazione intrauterina è una tecnica di riproduzione assistita che consiste nella deposizione artificiale di sperma nel tratto genitale della femmina. È utilizzato nei casi in cui lo sperma non può raggiungere le tube di Falloppio o semplicemente per scelta del proprietario dell'animale. Viene trasferito alla cavità uterina, sperma precedentemente raccolto e lavorato, con la selezione di spermatozoi morfologicamente normali e mobili.

## Razze

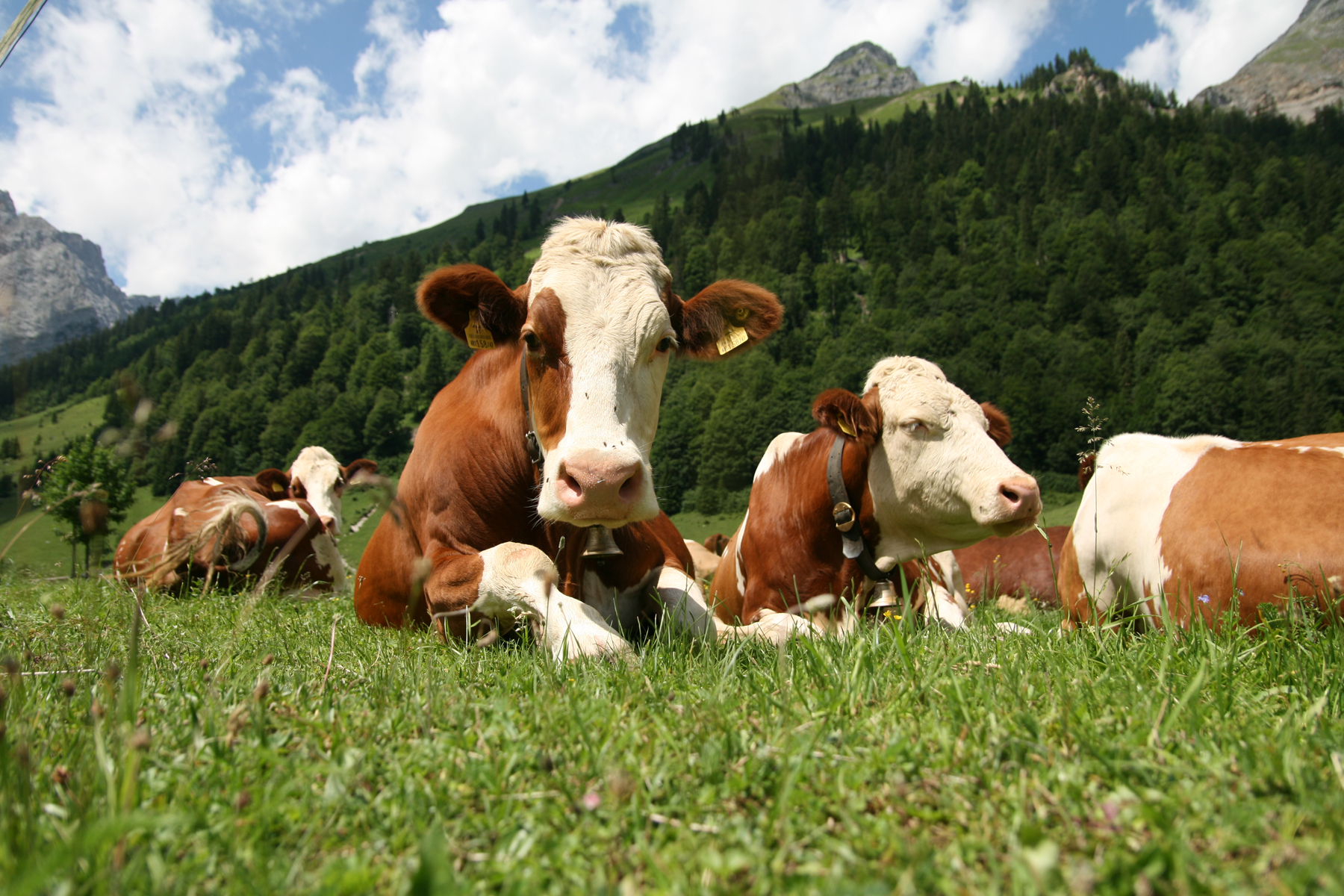
Esemplari della razza Simmental

I bovini vengono allevati soprattutto allo scopo di produrre carne, latte e, dove l'agricoltura non è meccanizzata, lavoro.
Le principali razze bovine sono state migliorate geneticamente nel tempo e sono diventate via via sempre più specializzate. In Italia le razze più frequentemente allevate sono Frisona, Bruna alpina, Pezzata rossa, Chianina e Grigio alpina.

## Allevamento

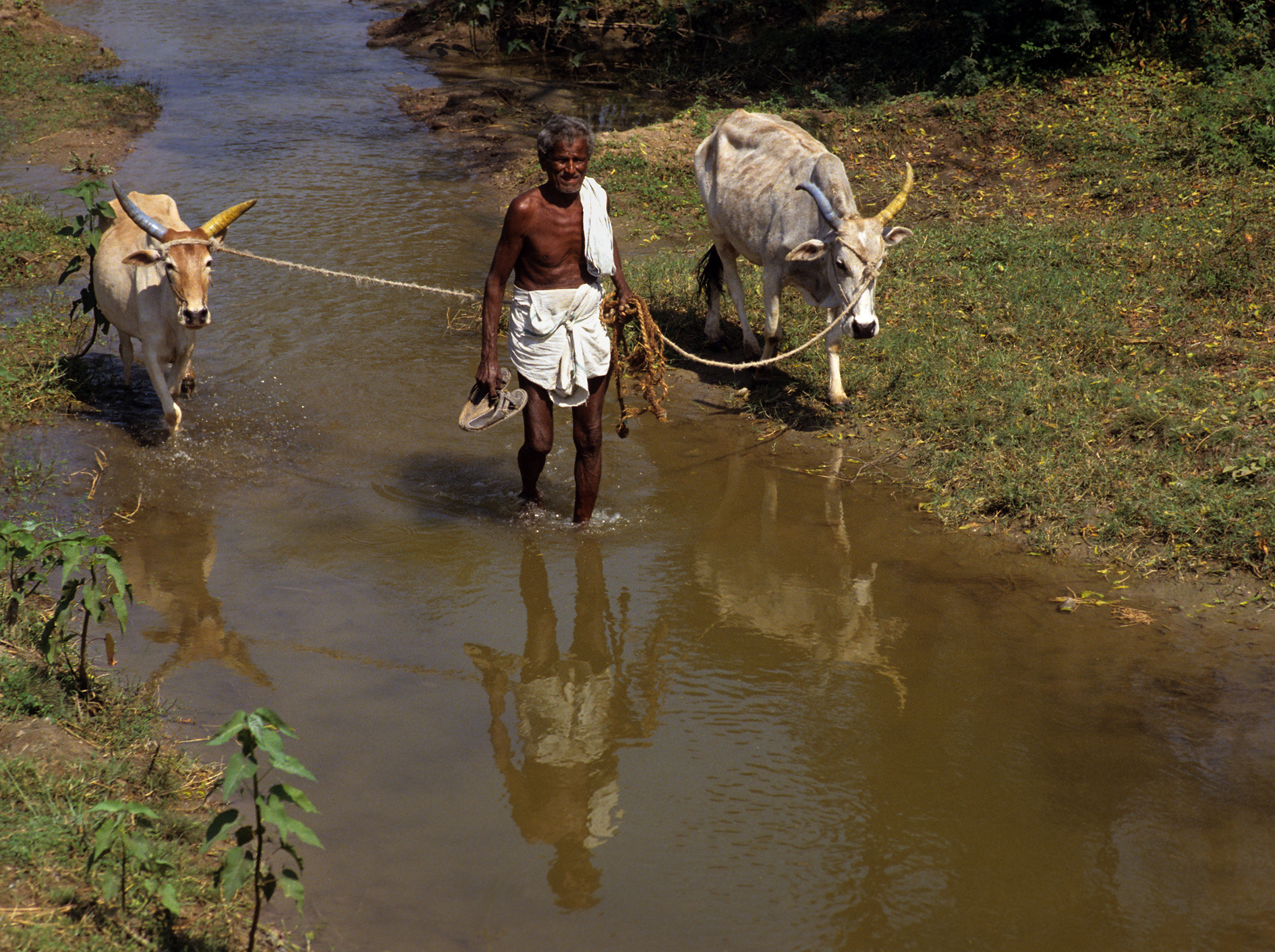
Un pastore di vacche nello Stato indiano del Tamil Nadu, 1993

Le femmine vengono generalmente fecondate a 15 mesi se di razze da latte, qualche mese dopo se da carne; dopo nove mesi di gravidanza, nasce il primo vitello e inizia la prima lattazione (produzione di latte) che dura circa 10 mesi. A tre mesi dal parto circa vengono fecondate, dopo altri sette sono messe "in asciutta" (assenza di lattazione) per ricostruire riserve corporee; dopo altri due mesi avviene il parto successivo. Si punta ad avere un vitello l'anno, una lattazione di 305 giorni con una fase di "asciutta" di 60 giorni circa.
La mungitura è spesso eseguita con mungitrici meccaniche e a seconda del tipo di stabulazione può essere alla posta, cioè senza far muovere gli animali; oppure nella sala mungitura, di cui esistono diverse tipologie: a giostra, a spina di pesce o a tandem, ora irrinunciabili negli allevamenti con più di poche decine di capi.
Cominciano ad avere una certa diffusione i robot di mungitura; le bovine in lattazione vi accedono spontaneamente più volte durante la giornata, attirate anche dalla distribuzione individualizzata via sensori/computer di piccole quantità di concentrati, e vengono munte automaticamente; la diffusione è limitata dal costo degli impianti che li rende economici solo per stalle di dimensioni consistenti (circa un centinaio di bovine in lattazione).

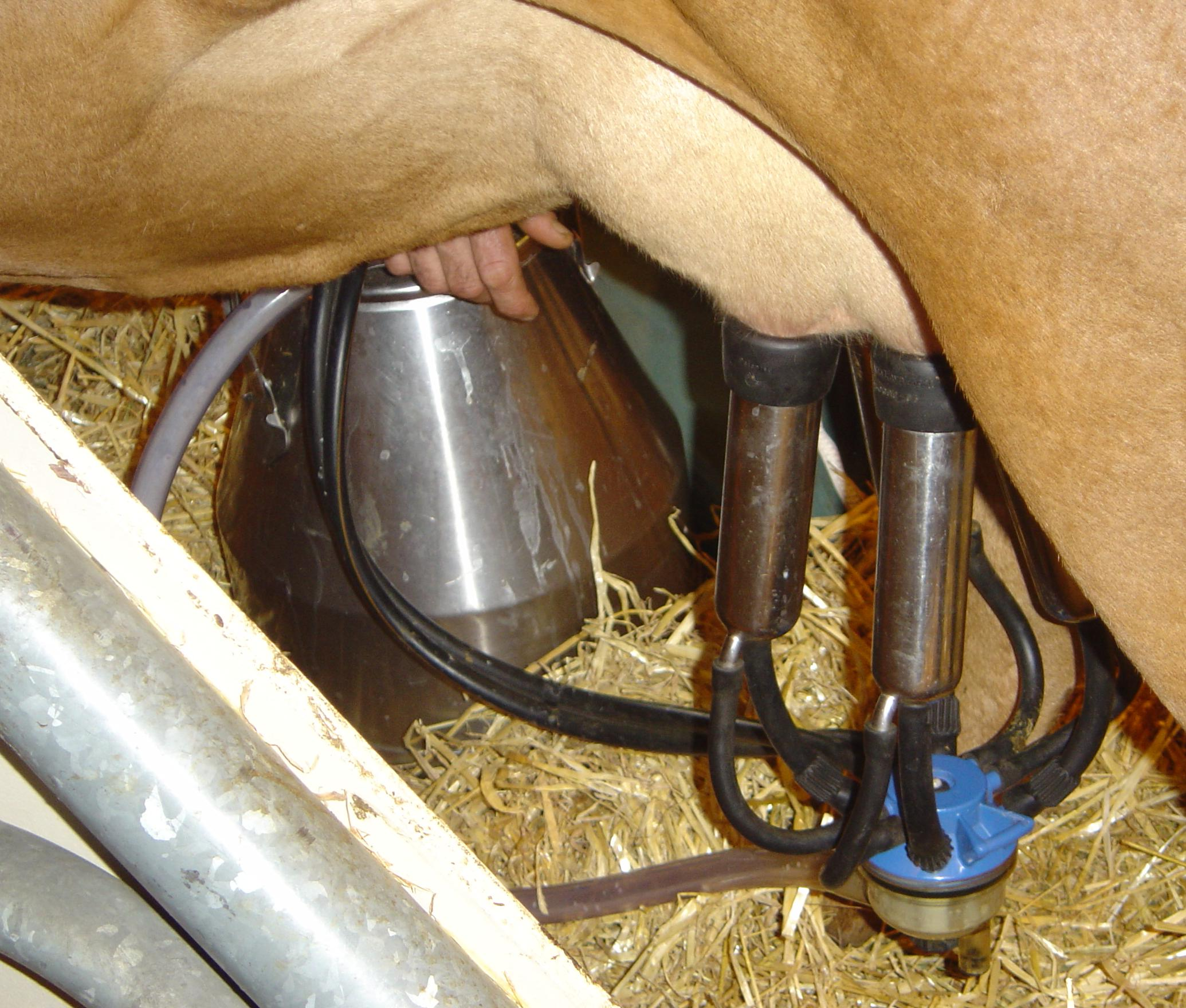
Mungitura automatizzata alla posta

Il quantitativo di latte prodotto giornalmente da ogni singola vacca varia a seconda dello stadio e della lattazione raggiunta: una primipara produrrà una quantità inferiore di latte rispetto a una con maggior numero di parti e lattazioni. Questo incremento di produzione si avrà fino alla sua sesta o settima lattazione, momento alla fine del quale la vacca verrà scartata per l'età che avrà ormai raggiunto. Inoltre, nella singola lattazione, il picco viene raggiunto dopo una trentina di giorni e mantenuto per qualche mese dopo di che la produzione lentamente si riduce; se non avvenisse un nuovo ciclo di fecondazione gravidanza parto si ridurrebbe a quantitativi giornalieri antieconomici.
Grande importanza ha la scelta del seme per la fecondazione artificiale, essendo sporadica la fecondazione naturale (la "monta taurina"): quello di tori particolarmente validi (miglioratori) può costare molte centinaia di euro. Sempre ai fini del miglioramento genetico, una certa diffusione stanno avendo anche le tecniche di trapianto di embrioni e di fecondazione in vitro degli ovociti, tutti ottenuti da bovine di particolare valore genetico.
La produzione media di una vacca di razza da carne arriva a una decina di litri al giorno; alcune campionesse di razze da latte arrivano anche a 60/70 litri al giorno superando i 200 quintali nell'anno. Nelle comuni stalle italiane si parte dai 50/60 quintali anno per bovina, per arrivare ai 100 in quelle specializzate e superare i 120 in stalle con una genetica particolarmente selezionata. Di grande importanza è la qualità del latte, intesa sui piani batteriologico (assenza o quanto meno presenza di batteri sotto determinati limiti), sanitario (ridotta presenza di cellule somatiche, indice di infiammazioni mastitiche) e nutrizionale (elevato contenuto in proteine e grassi): lo sviluppo delle tecniche di allevamento e il miglioramento per selezione genetica hanno portato significativi progressi su tutti questi parametri.
Appena ha partorito la vacca non produce latte, bensì colostro, un liquido con caratteristiche simili al latte, ma non adatto all'alimentazione umana. Nelle prime 24/36 ore dalla nascita, il vitello, che nasce sostanzialmente privo degli anticorpi che proteggono dalle principali malattie, deve assumere tassativamente 4-5 litri di colostro, che apportano detti anticorpi. Dopo una settimana circa, il latte diventa idoneo all'uso umano (sia per il consumo diretto sia per l'uso caseario). Una volta "scolostrato", il vitello sarà alimentato con latte artificiale, per essere successivamente svezzato.

## Utilizzi
(Giosuè Carducci, Il Bove, in Rime Nuove – II)

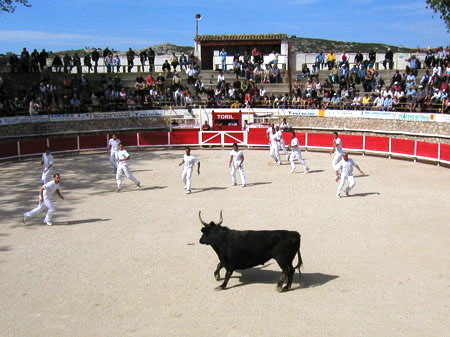
Un toro della Camargue durante una corsa camarghese.

Oltre che per la produzione di carne e di latte i bovini sono utilizzati dove non si è ancora diffuso l'uso esclusivo di macchine agricole per le fasi meccaniche della lavorazione del terreno, come il dissodamento e l'aratura.
In alcune parti del mondo, il toro (maschio adulto non castrato) è utilizzato in spettacoli circensi o in altre manifestazioni tradizionali come la corrida, l'encierro o il rodeo. Tali manifestazioni, specie quelle di natura più cruenta come la tauromachia, incontrano spesso l'opposizione degli animalisti.

### In cucina
Con "tagli di carne bovina" s'intendono i tipi di sezionamento delle carni ai quali il bovino viene sottoposto durante il processo di macellazione.
I tipi di tagli si dividono generalmente in prima, seconda e terza categoria a seconda che facciano parte del quarto anteriore, del quarto posteriore o delle parti del collo, dell'addome e sottospalle. Tuttavia i tipi variano da paese a paese e da zona a zona.

### Nella cultura
Il toro ricorre spesso nelle mitologie e nelle iconografie dell'antichità, come simbolo presente in numerose civiltà sia nel mondo orientale che occidentale.

#### Araldica
Alcuni blasoni con bovini:

Stemma della città di Torino
Arme della città di Kaunas in Lituania
Blasone dell'antica provincia del Béarn, in Francia
Arme della città di Bielsk Podlaski in Polonia
Arme della città di Turek in Polonia